# Cristianismo en el siglo X

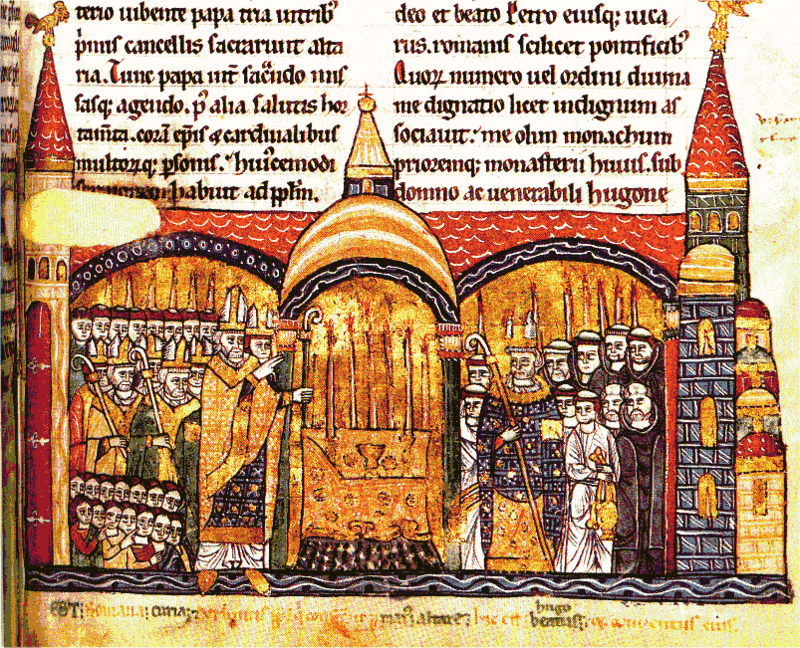
La consagración de la tercera Abadía de Cluny por el Papa Urbano II

En el siglo X, el cristianismo se había extendido por gran parte de Europa y Asia. La Iglesia en Inglaterra se estaba estableciendo bien, con sus monasterios eruditos, y la Iglesia Romana y la Iglesia Ortodoxa Oriental continuaban su separación, culminando finalmente en el Gran Cisma.

## Teología pre-escolástica
Con la división y decadencia del Imperio carolingio, se conservó una notable actividad teológica en algunas de las escuelas catedralicias que habían comenzado a destacar bajo él. Las influencias intelectuales del mundo árabe (incluidas las obras de autores clásicos conservadas por eruditos islámicos) se filtraron en el Occidente cristiano a través de España, influyendo en teólogos como Gerberto de Aurillac, que llegó a ser el papa Silvestre II y mentor de Otón III. (Otón fue el cuarto gobernante del Sacro Imperio Romano Germánico Otoniano), que sucedió al Imperio Carolingio).

## Monastismo

### Movimiento de reforma monástica

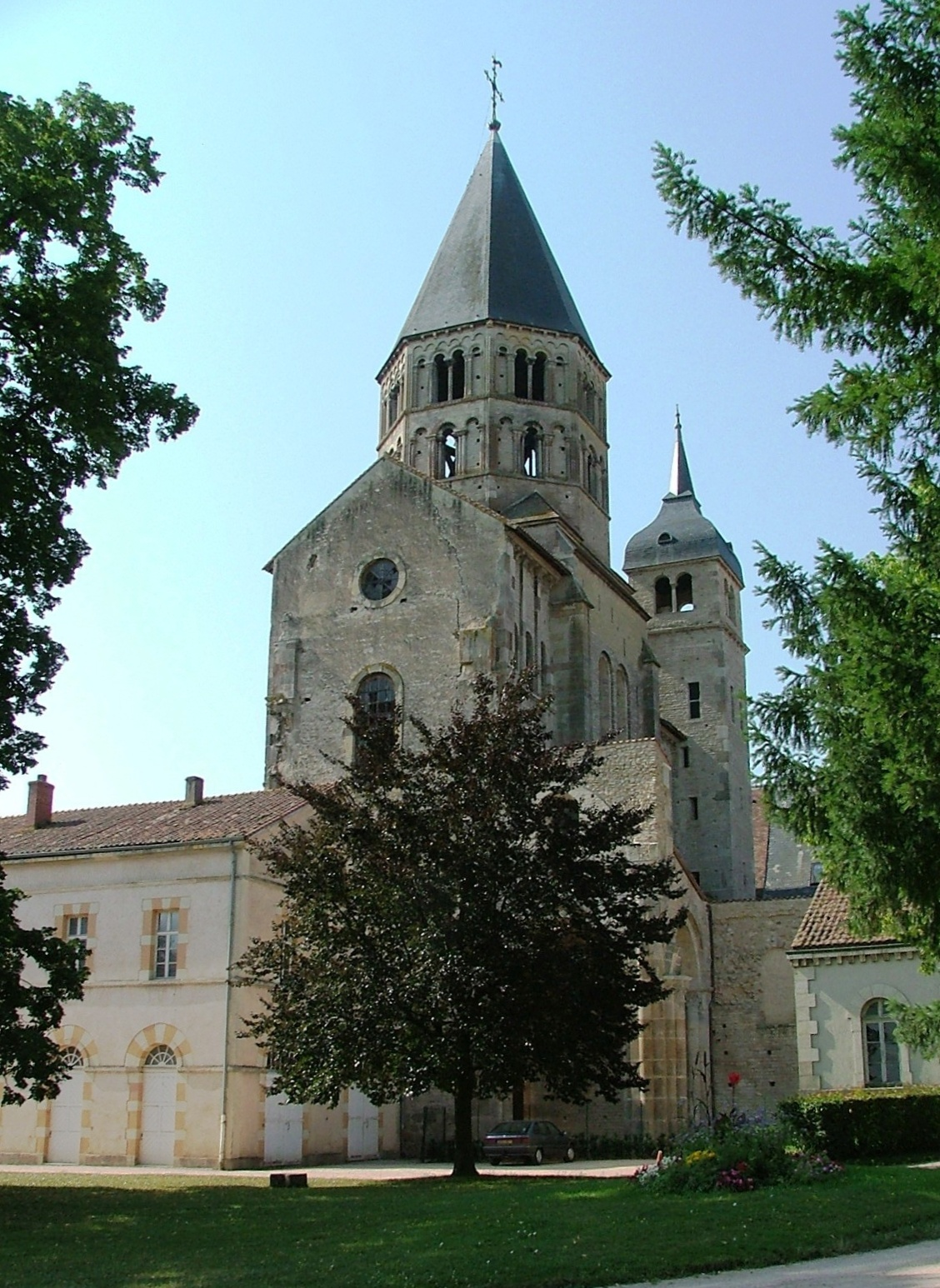
Vista de la Abadía de Cluny

A partir del siglo VI, la mayoría de los monasterios de Occidente pertenecían a la Orden Benedictina. Debido a la adhesión más estricta a una Regla benedictina reformada, la Abadía de Cluny en Francia se convirtió en el líder reconocido del monacato occidental a partir de finales del siglo X. Una serie de abades de Cluny altamente competentes fueron estadistas a nivel internacional. El monasterio de Cluny se convirtió en la institución monástica más grande, prestigiosa y mejor dotada de Europa. Cluny creó una gran orden federada en la que los administradores de las casas subsidiarias actuaban como diputados del abad de Cluny y respondían ante él. Libre de injerencias laicas y episcopales, responsable únicamente ante el papado, el espíritu cluniacense ejerció una influencia revitalizadora en la Iglesia normanda. El apogeo de la influencia cluniacense se sitúa entre la segunda mitad del siglo X y principios del XII.
Las reformas cluniacenses de los monasterios, iniciadas en 910, pusieron a los abades bajo el control directo del Papa en lugar del control secular de los señores feudales, eliminando así una importante fuente de corrupción. Esto desencadenó una gran renovación monástica. Los monasterios, conventos y catedrales seguían gestionando prácticamente todas las escuelas y bibliotecas y a menudo funcionaban como establecimientos de crédito que promovían el crecimiento económico.
Las contribuciones monásticas a la sociedad occidental incluyeron la enseñanza de la metalurgia, la introducción de nuevos cultivos, la invención de la notación musical y la creación y preservación de la literatura.

## Primer Patriarcado de la Iglesia búlgara
Tras dos victorias decisivas sobre los bizantinos en Acheloo (cerca de la actual ciudad de Pomorie) y en Katasyrtai (cerca de Constantinopla), Bulgaria declaró autocéfalo el arzobispado búlgaro autónomo y lo elevó al rango de Patriarcado en un concilio eclesiástico y nacional celebrado en 919. Después de que Bulgaria y el Imperio bizantino firmaran un tratado de paz en 927 que puso fin a la 20 años de guerra entre ambos, el Patriarcado de Constantinopla reconoció el estatus autocéfalo de la Iglesia ortodoxa búlgara y reconoció su dignidad patriarcal.
El Patriarcado búlgaro fue la primera Iglesia ortodoxa eslava autocéfala, precediendo en 300 años a la autocefalia de la Iglesia ortodoxa serbia (1219) y en unos 600 años a la de la Iglesia ortodoxa rusa (1596). Fue el sexto Patriarcado después de los patriarcados Pentarquía de Roma, Constantinopla, Alejandría, Antioquía y Jerusalén. La sede del Patriarcado fue la nueva capital búlgara de Preslav.
El 5 de abril de 972, el emperador bizantino Juan I Tzimisces conquistó e incendió Preslav, y capturó al zar búlgaro Boris II. Boris II. El patriarca Damyan logró escapar, inicialmente a Sredetz (Sofía) en Bulgaria occidental. En los años siguientes, la residencia de los patriarcas búlgaros permaneció estrechamente vinculada a los acontecimientos de la guerra entre la siguiente dinastía real búlgara, los Comitopuli, y el Imperio bizantino. El patriarca Germán residió consecutivamente en las ciudades búlgaras medievales de Maglen (Almopía) y Voden (Édessa) (ambas en la actual Grecia noroccidental), y Prespa (en la actual Macedonia del Norte meridional). Hacia 990, el siguiente patriarca, Filipo, se trasladó a Ohrid (en la actual Macedonia del Norte suroccidental), que se convirtió en la sede permanente del Patriarcado.

## Difusión del cristianismo

### Polonia

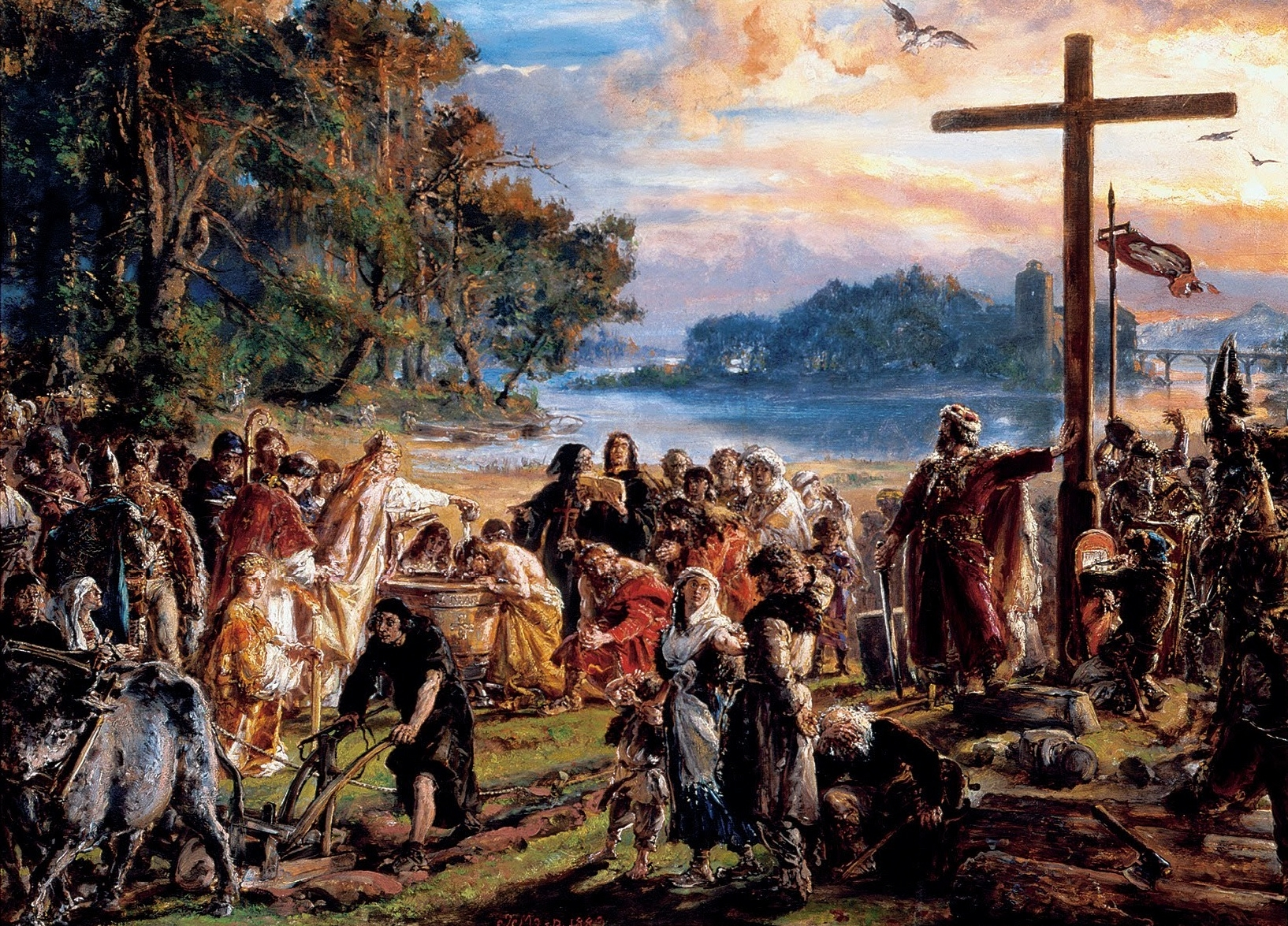
Cristianización de Polonia., por Jan Matejko, 1888–89 (Castillo Real, Varsovia)

El "Bautismo de Polonia" (en polaco: Chrzest Polski) de 966 hace referencia al bautismo de Mieszko I, primer gobernante de un estado polaco unido. A su bautismo siguió la construcción de iglesias y el establecimiento de una jerarquía eclesiástica. Mieszko vio en el bautismo una forma de afianzar su poder, con el apoyo activo que podía esperar de los obispos, así como una fuerza unificadora para el pueblo polaco. La acción de Mieszko tuvo mucho éxito; en el siglo XIII, el catolicismo romano se había convertido en la religión dominante en Polonia.

### Hungría
En la Edad Media, el Reino de Hungría (que era más grande que la actual Hungría) se cristianizó entre 970 y 1038. Inicialmente, el cristianismo bizantino ejerció una influencia significativa sobre los húngaros, pero los pasos decisivos hacia la adopción de la nueva fe fueron dados por Géza, jefe de las Federación tribal húngara (c. 972-997) que apoyó las Misioneros occidentales. La recepción del cristianismo se impuso mediante legislación en el reinado del hijo de Géza, Stephen I (997-1038).
Esteban promulgó el catolicismo romano como religión del Estado, y sus sucesores fueron conocidos tradicionalmente como Su Majestad Apostólica. La Iglesia Católica en Hungría se mantuvo fuerte a lo largo de los siglos, y al Arzobispo de Esztergom se le concedieron privilegios temporales extraordinarios como príncipe-primado (hercegprímás) de Hungría.

### Rusia de Kiev'

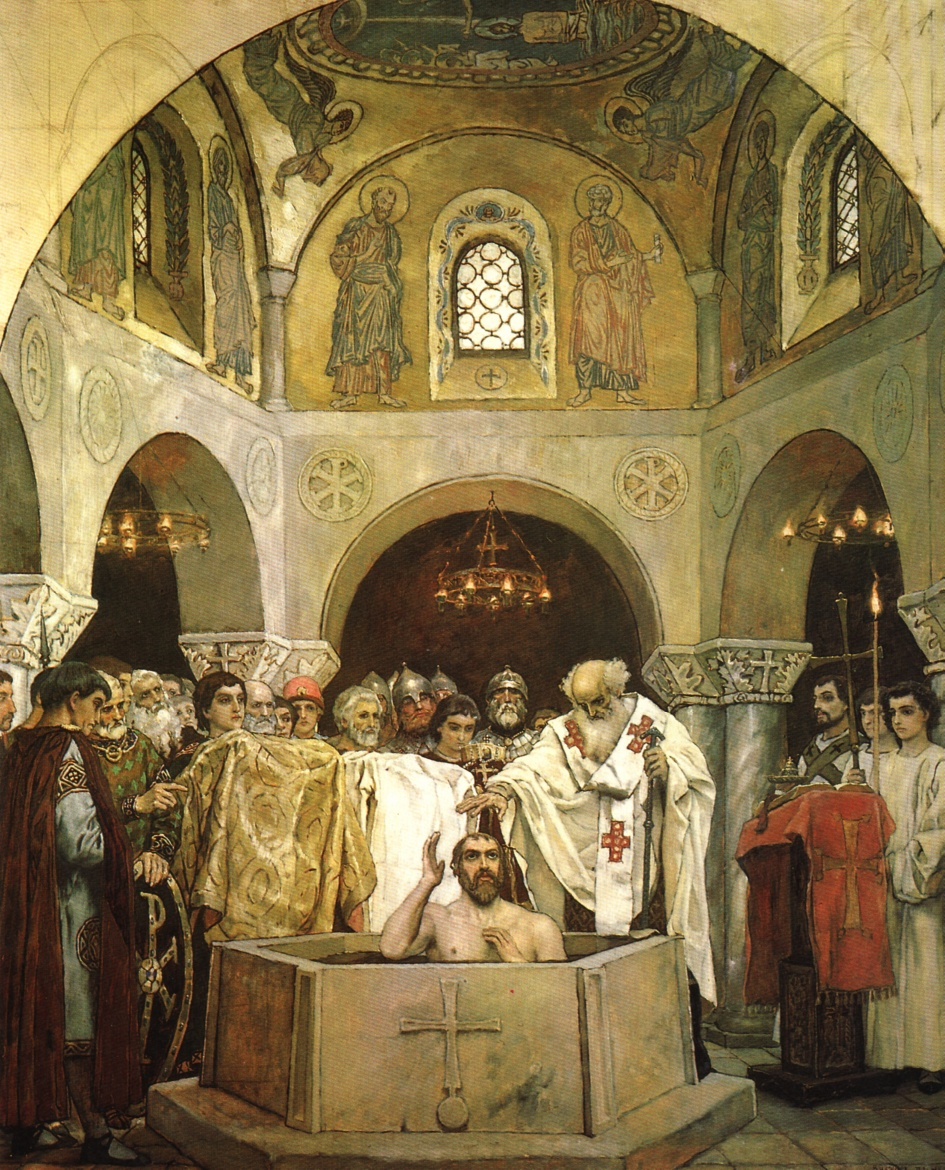
Bautismo de Vladimir por Viktor Vasnetsov

El éxito de la conversión de los búlgaros facilitó la de otros pueblos eslavos orientales, entre los que destacaron los Rus', antecesores de bielorrusos, rusos y ucranianos.
Después de que el Primer Imperio Búlgaro se convirtiera al cristianismo, inició una expansión misionera masiva hacia el norte y el este. Como resultado, pudo convertir y ayudar a convertir a muchos pueblos eslavos orientales e introducir en ellos libros búlgaros y literatura eclesiástica en búlgaro, sobre todo a los rus' (rutenos), predecesores de bielorrusos, rusos y ucranianos/rusinos. A principios del siglo XI, la mayor parte del mundo eslavo pagano, incluidos Ucrania, Rusia, Bulgaria y Serbia, se había convertido al cristianismo.
Entre los siglos VIII y XIII, la zona fue colonizada por la Rus de Kiev. Ya en el siglo IX se había intentado cristianizarlos con la Cristianización de la Rus de Kiev. Los esfuerzos tuvieron éxito finalmente en el siglo X, cuando hacia 980 Vladimir el Grande fue bautizado en Quersoneso. También se casó con la princesa bizantina Anna Porphyrogeneta, hermana del emperador bizantino Basilio II. En 988, la Iglesia cristiana de la Rus pasó a depender territorialmente del Patriarcado Ecuménico de Constantinopla tras su adopción oficial como religión del Estado. La cristianización de la Rus de Kiev la unió firmemente al Imperio Bizantino. En Kiev y otros centros del país se adoptó la cultura griega del saber y del libro. Se empezaron a construir iglesias siguiendo el modelo bizantino.

## Línea de tiempo
- 909 Abadía de Cluny, monasterio benedictino en Francia
- 912 - Los normandos se convierten al cristianismo[8]
- 948? Abadía de Einsiedeln de Suiza
- 948 - El líder de los magiares se convierte al cristianismo.
- 957 - Princesa Olga de Kiev bautizada[9]
- 965 - Harold I de Dinamarca se convierte al cristianismo y allana el camino para la aceptación de la fe cristiana por el pueblo danés
- 966 - Mieszko I duque de Polonia se bautiza, Polonia se convierte en un país cristiano.
- 966 - Mieszko I de Polonia se convierte al cristianismo y comienza el período de la Polonia cristiana[10]
- 984 - Antipapa Bonifacio VII, asesina al papa Juan XIV, supuesto asesino del papa Benedicto VI en 974
- 987 - Nestorianos monjes que visitan China no encuentran rastros de comunidad cristiana[11]
- 988 - Cristianización de la Rus de Kiev
- 988 - Cristianización de la Rus de Kiev bajo Vladimir I[12]
- 995 - Misioneros cristianos de Noruega comienzan a trabajar en Islandia
- 997 - Adalberto de Praga muere como mártir en Prusia[13]
- 997-998- El Antipapa Juan XVI, fue depuesto por el papa Gregorio V y su primo el emperador del Sacro Imperio Romano Germánico Otón III
- 999 - Mucha especulación y temor ante la proximidad del milenio
- 1000 - Olaf Tryggvason de Noruega envía a Leif Erikson a Groenlandia para predicar el cristianismo[14]